# آناریون
آناریون (Anárion) یک شخصیت خیالی سرزمین میانی در رشته‌افسانه‌های تالکین است نام او در زبان کوئنیا از ریشهٔ آنار به معنی «خورشید» است. آناریون پسر الندیل و برادر ایسیلدور است.

## زندگی
آناریون در نومنور به دنیا آمد او پسر کوچکتر الندیل است و به همراه پدر و برادرش رهبری گروه الندیلی یا وفادارن، گروه معترض به سائورون و شاه وقت، آر-فارازون را به عهده داشت. آناریون به همراه الندیل و ایسیلدور با کشتی از نومنور حرکت کردند، کشتی الندیل در شمال نزدیک بخش الف‌نشین لیندون پهلو گرفت جایی که در آن آرنور بنیان گذاشته شد و کشتی ایسیلدور و آناریون دورتر در جنوب، پهلو گرفت جایی که در آن گاندور بنیان گذاشته شد. وقتی آناریون و برادرش به آنجا رسیدند برخی از اهالی نومنور پیش تر آنجا ساکن شده بودند.
آناریون و ایسیلدور با هم مسئولیت فرمانروایی گاندور را بر عهده داشتند آن‌ها شهرهای میناس آنور و میناس ایتیل به همراه پل و شهر اسگیلیاث را بنا نهادند. نام‌های الندیل، ایسیلدور و آناریون به ترتیب به ستاره‌ها، ماه و خورشید بازمی‌گردد. همچنین در میناس ایتیل «برج ماه» و در آنورین و میناس آنور «برج خورشید» ساخته شده‌است.
هنگامی که سائورون به گاندور یورش برد و میناس ایتیل را گرفت، ایسیلدور از راه آندوئین به سمت شمال فرار کرد تا از الندیل کمک بگیرد. آناریون از گاندور دفاع کرد و نیروهای سائورون را به کوهستان راند. نیروهای آناریون اسگیلیاث را برای مدتی نگاه داشت اما می‌دانست که بدون رسیدن کمک گاندور توان ایستادگی ندارد.
گیل-گالاد، الندیل و ایسیلدور آخرین همپیمانان انسان‌ها و الف‌ها را از شمال برای جنگ با سائورون فرستادند، آناریون برای مقابله با موردور به آن‌ها پیوست اما در محاصرهٔ باراد-دور با سنگی که از سوی برج تاریک پرتاب شد، کشته شد و تاج میناس آنور که کلاه خود آناریون بود خُرد شد. ایسیلدور کلاه خودِ خود را جایگزین کرد اما چندین نسل بعد کلاه خود ایسیلدور با یک کلاه خود گوهرکاری شده جایگزین شد.
آناریون چهار بچه داشت که فرزند آخر او، منلدیل شاه گاندور شد او آخرین انسانی بود که پیش از نابودی نومنور در آنجا به دنیا آمد. در نتیجهٔ ازدواج فیریل گاندور از نوادگان آناریون با آرودوی اهل آرنور از نوادگان ایسیلدور، خط نسل این دو برادر با هم یکی شد. از نوادگان این ازدواج، آراگورن دوم است.
تندیس یادبود آناریون و ایسیلدور بر روی رود آندوئین مقابل دروازهٔ آرگونات قرار دارد و گویی از مرز شمالی گاندور نگهبانی می‌کند.